# Fernão de Albuquerque
Fernão de Albuquerque (Barcelos, Martim, 1540 — 29 de janeiro de 1623) foi um militar e administrador colonial português. Foi Capitão-Mor de Malaca, Governador de Ceilão e Capitão de Damão e de Goa, antes de ser nomeado 41.º Governador da Índia, em 1619, após a morte de João Coutinho, 5.º Conde de Redondo.